# WikiDex
WikiDex är en spansk Wiki-encyklopedi skapad 14 mars 2006 inriktad på Pokémon. WikiDex innehåller över 22 000 artiklar om Pokémon.
WikiDex är medlem i Encyclopedia Pokémonis.